# Министерство безопасности пищевых продуктов и медикаментов Республики Корея
Министерство безопасности пищевых продуктов и медикаментов (MFDS), до 2013 года, Корейское Управление по контролю качества продуктов и лекарств (Korea FDA, KFDA, 식품의약품안전청) — является министерством Южной Кореи, отвечающим за содействие общественному здоровью населения путём контроля за безопасностью и качеством продуктов питания, лекарственных средств, медицинских приборов и косметики, а также поддержкой развития пищевой и фармацевтической промышленности. Основная цель заключается в обеспечении безопасности продуктов питания и лекарств.
Штаб-квартира организации располагается в городе Чхонджу провинции Чхунчхон-Пукто.
В апреле 1996 года были открыты шесть региональных отделений Корейской службы безопасности пищевых продуктов 